# Cabañas de Ebro
Cabañas de Ebro es un municipio y localidad española de la provincia de Zaragoza, en la comunidad autónoma de Aragón. El término municipal tiene una población de 481 habitantes (INE 2024). 

## Toponimia
Antiguamente fue conocido con los topónimos de Cabanyas, Cabannas, Cabammyas, Capannas y Capambis.

## Geografía
Está situado en la margen derecha del río Ebro el cual atraviesa el término en dirección Norte Sureste. Está situado a 32 km de Zaragoza y por el pueblo pasa la Línea 700 de Adif, por la estación de Cabañas de Ebro.

## Historia
Los vestigios más antiguos de poblamiento en la zona los encontramos en el yacimiento del Cementerio de los Moros, correspondiente al castellum de una villa romana, considerado parte del antiguo complejo del puerto fluvial.
Hacia mediados del siglo XIX, el lugar tenía contabilizada una población de 271 habitantes. Aparece descrito en el quinto volumen del Diccionario geográfico-estadístico-histórico de España y sus posesiones de Ultramar de Pascual Madoz de la siguiente manera:

CABAÑAS: l. con ayunt. de la prov., aud. terr., c. g. y dióc. de Zaragoza (5 leg.), part. jud. y adm. de rent. de la Almunia (7): sit. en llano, combatido principalmente por los vientos del N.; goza de un clima saludable, siendo las enfermedades que mas comunmente se padecen las intermitentes. Tiene 100 casas y una de ayunt. distribuidas en varias calles; una escuela de primeras letras concurrida prr 12 discípulos y dotada con 22 cahices de trigo, debiendo el maestro servir la secretaria de ayunt., y una igl. (San Ildefonso) aneja de la parr. de Figueruelas: los vec. se surten para beber de las aguas de varias fuentes que brotan en el térm.: el cual confina por N. con el de Remolinos; por E. con el de Figueruelas; por S. con el de Alcalá, y por O. con el de Alagon. El terreno es bueno y fértil; lo cruza el r. Ebro, que tiene para su paso una barca; aunque no se fertiliza con sus aguas, hay sin embargo tierras de regadio que reciben este beneficio de las del Jalon y canal de Aragon, por medio de acequias que las conducen de los térm. de los pueblos inmediatos; á la parte del N. hay montes poblados de romero y en ellos se crian yerbas de pasto: carece de arbolados y solo tiene algun plantio de olivos. caminos: cruza el térm. el que desde Zaragoza conduce á Navarra; los demas son locales y todos se hallan en mal estado. correos: se reciben de la adm. de la v. de Alagon sin que tengan dia fijo de entrada ni salida. prod.: trigo, cebada, aceite, judias y otras legumbres y hortalizas; cria ganado lanar y vacuno, caza de ánades y codornices, perdices y conejos, y pesca de anguilas, madrillas y barbos. No ejercen ninguna clase de ind. y el comercio se reduce á la esportacion de algunas de sus prod. é importacion ó por cambio de los art. que hacen falla. pobl.: 57 vec., 271 alm. cap. prod.: 543,200 rs. imp. 32,100. contr.: 7,697 rs. 28 mrs.
(Madoz, 1846, pp. 18-19)

Hasta la reforma de la nomenclatura municipal de 1916 el municipio se llamaba simplemente Cabañas. En dicha fecha su nombre fue modificado por el de Cabañas de Ebro.

## Demografía
El municipio tiene un área de 8,55 km² con una población de 527 habitantes (INE 2015) y una densidad de 62,69 hab./km².
| 561                        | 524 | 544 | 522 |
| (Fuente: [cita requerida]) |     |     |     |

## Administración y política
| Período   | Alcalde                         | Partido      |  |
| --------- | ------------------------------- | ------------ |  |
| 1979-1983 | Luis Almau Villa                | UCD          |  |
| 1983-1987 | Jesús Sancho Pellicer           | PAR          |  |
| 1987-1991 | Jesús Pedro Belle Forcada       | PAR          |  |
| 1991-1995 | Nicolás Medrano Palacios        | PSOE-Aragón  |  |
| 1995-1999 | Nicolás Medrano Palacios        | PSOE-Aragón  |  |
| 1999-2003 | Nicolás Medrano Palacios        | PSOE-Aragón  |  |
| 2003-2007 | Nicolás Medrano Palacios        | PSOE-Aragón  |  |
| 2007-2011 | Nicolás Medrano Palacios        | PSOE-Aragón  |  |
| 2011-2015 | Nicolás Medrano Palacios        | PSOE-Aragón  |  |
| 2015-2019 | María del Carmen Lázaro Petisme | PP de Aragón |  |
| 2019-2023 | Pedro Sanz Placed               | PP de Aragón |  |
| 2023-2027 | Pedro Sanz Placed               | PP de Aragón |  |

| Partido político    | Partido político                                   | 1979   | 1983   | 1987   | 1991   | 1995   | 1999   | 2003   | 2007   | 2011   | 2015   | 2019   | 2023   |
| Partido político    | Partido político                                   | Ediles | Ediles | Ediles | Ediles | Ediles | Ediles | Ediles | Ediles | Ediles | Ediles | Ediles | Ediles |
|                     | Unión de Centro Democrático (UCD)                  | 7      | —      | —      | —      | —      | —      | —      | —      | —      | —      | —      | —      |
|                     | Partido Aragonés (PAR)                             | —      | 5      | 4      | 4      | —      | —      | —      | 0      | 0      | —      | —      | —      |
|                     | Partido de los Socialistas de Aragón (PSOE-Aragón) | —      | 2      | 3      | 3      | 4      | 4      | 6      | 6      | 5      | 3      | 3      | 3      |
|                     | Partido Popular de Aragón (PP)                     | —      | —      | —      | —      | 3      | 3      | 1      | 1      | 2      | 4      | 4      | 4      |
| Total de concejales | Total de concejales                                | 7      | 7      | 7      | 7      | 7      | 7      | 7      | 7      | 7      | 7      | 7      | 7      |

## Economía
Su economía, basada tradicionalmente en la agricultura, mejoró notablemente desde los años ochenta debido a la implantación en la zona de nuevas industrias, destacando la planta Opel España, en Figueruelas. 

## Cultura

### Patrimonio
- Iglesia (finales del siglo XVII): Es de nave única de estilo barroco con capillas laterales y bóveda de cañón con lunetos que albergan pequeños vitrales de iluminación. La cabecera, que pasa de planta cuadrada a poligonal mediante pechinas, carece de retablo, sustituido por un gran lienzo que representa el milagro de San Ildefonso en un entramado de arquitecturas pintadas, en las que campean las armas del señor de Cabañas.
- Parroquia de San Ildefonso.

### Fiestas
- San Ildefonso, 23 de enero.
- Exaltación de la Santa Cruz, 14 de septiembre.